# Кнежевина Иберија
Кнежевина Иберија (грузијски: ქართლის საერისმთავრო) је била средњовековна држава у грузијској области Картлији.

## Историја
Када је краљ уједињене Иберије, Бакурије II, умро 580. године, владар Сасанидске Персије, Хормизд IV (578-590), заузео је Иберијску монархију. Иберија је постала персијска покрајина којом је владао персијски управник (марзпан). Иберијско племство није се опирало, а наследници краљевске куће повукли су се у брда. Иначе, постојала су два огранка куће: Хосроидска династија и Гуарамидска династија. Директна персијска контрола довела је до наметања тешких пореза и промоције зороастризма у земљи у којој су претежно били насељени хришћани. Стога је византијски цар Маврикије кренуо у војну кампању против Персије 582. године. Иберијски племићи молили су га да обнови Иберијску краљевину. Маврикије је 588. године поставио Гуарама I за новог владара Иберије. Међутим, он није крунисан за краља, већ је обдарен византијском титулом куропалата. Византијско-сасанидски споразум потврдио је његову титулу. Иберија је остала подељена између две државе. Персијанци су доминирали Тбилисијем.
Успостављање кнежевине погодовало је династичкој аристократији, а у ствари је представљало компромисно решење Византије и Персије, које су се бориле међусобно за контролу над Кавказом. Кнез Иберије је контролисао спровођење одлука цариградског двора. Византијски цар желео је ограничити сасанидски и исламски утицај на Кавказу, али кнежеви Иберије нису увек били доследни провизантијској политици. Понекад су признавали и врховну персијску власт, зависно од тренутне политичке ситуације. Гуарамов наследник, Стефан I, окренуо се Персији у жељи да уједини подељену Иберију. То га је коштало живота. Византијски цар Ираклије је 626. године напао Тбилиси и поново успоставио византијски утицај. Хозроиди су, међутим, убрзо приморани да признају врховну власт омајадског калифа (640-тих година), али су дигли и неуспешну побуну 680-тих година. Почетком 9. века долази до смене династија. Грузијом управљају Гуарамиди, који су балансирали између Византије и Арабљана. У Тбилисију је 730-тих година инсталиран емир. Грузијски кнез владао је из Уплисцихе. Имао је утицаја само над месним грузијским господарима који су одржавали неки степен самосталности у односу на арапске господаре. Гуарамиди су 748. и 779/80. године накратко збачени од стране Нерсианида. Гуарамиди и Хозроиди изумиру, а на грузијски престо се од почетка 9. века пењу припадници породице Багратиони, почев од Ашота I (786/813-30).

## Кнежеви
- Гуарам I, 588.–око 590.
- Стефан I од Иберије, око 590.–627.
- Адарназ I, 627.–637/642.
- Стефан I од Иберије, 637/642.–c. 650.
- Адарназ II, око 650.–684.
- Гуарам II, 684.–693.
- Гуарам III, око 693.–око 748.
- Адарназ III, око 748.– око 760.
- Нерсе, око 760–772, 775–779/780.
- Стефан III од Иберије, 779/780–786.
- Ашот I, 813.–830.
- Баграт I, 842/843–876.
- Давид I Грузијски, 876–881